# Nadab
Pour les articles homonymes, voir Nadab (homonymie).
Nadab (hébreu : נָדָב), roi d'Israël de -910 à -909, est le fils de Jéroboam Ier.

## Présentation
Il se livre à tous les excès. Au cours de la deuxième année de son règne, alors qu'il assiège la ville philistine de Gebbethon, au sud de Dan, une conspiration se trame dans sa propre armée. Il est tué par Baasa, un de ses généraux, qui le remplace sur le trône.

## Autre personnage
Voir Nadab (fils d'Aaron).

## Source
Cet article comprend des extraits du Dictionnaire Bouillet. Il est possible de supprimer cette indication, si le texte reflète le savoir actuel sur ce thème, si les sources sont citées, s'il satisfait aux exigences linguistiques actuelles et s'il ne contient pas de propos qui vont à l'encontre des règles de neutralité de Wikipédia.